# 야마자키 마사토 (1990년)
야마자키 마사토(일본어: 山﨑 正登, 1990년 5월 12일 ~ )는 일본의 전 축구 선수이다.

## 구단 경력
그는 2009년부터 2017년까지 J리그의 가시와 레이솔, 파지아노 오카야마, FC 기후, YSCC 요코하마에서 활동하였다.